# Ponte Flor de Lótus
A Ponte Flor de Lótus (chinês tradicional: 蓮花大橋; chinês simplificado: 莲花大桥) é uma ponte fronteiriça que liga a Zona do Aterro de Cotai, em Macau, à ilha chinesa de Hengqin. Este é um de dois postos fronteiriços, sendo o outro Portas do Cerco, localizado na Península de Macau.

## História
Inaugurada em 2000, a ponte foi projetada pelo engenheiro Nuno Costa (Profabril) e uma companhia chinesa.

## Tufões
Devido a frequente exposição à tufões, por vezes, a circulação na ponte precisa ser interrompida.